# Trachea toxaridia
Trachea toxaridia är en fjärilsart som beskrevs av Druce 1889. Trachea toxaridia ingår i släktet Trachea och familjen nattflyn. Inga underarter finns listade i Catalogue of Life.